# 절강 시씨
절강 시씨(浙江施氏)는 한국의 성씨이다. 시조 시문용(施文用)은 명나라 장수로 임진왜란 때 참전한 뒤 조선에 귀화했다.

## 역사
시조 시문용(施文用, 1572년~1643년)은 명나라 병부시랑을 지낸 시윤제(施允濟)의 아들로, 임진왜란과 정유재란 때 행영중군(行營中軍)으로 참전했던 무장(武將)이다. 그는 전쟁이 끝난 후 부상으로 귀국하지 않고 경상도 성주에 정착하였다. 두 번 결혼했는데 처음에는 창녕 장씨인 장함(張涵)의 딸과 결혼해 두 아들(시영건(施永建), 시영달(施永達))과 두 딸(이여형(李汝亨)의 아내, 최종술(崔宗述)의 아내)을 낳았다. 나중에는 정인홍의 조카딸과 결혼했다. 시문용은 땅을 잘 보는 것으로 천거되어 벼슬을 얻었다. 선조(宣祖)가 첨지중추부사를 제수했고, 영조 때는 참판을 추증하면서 '시문용 후손들을 천역(賤役)의 명단에 이름을 두지 말라.'고 전교했다. 1793년(정조 17년) 시문용의 자손들을 관직에 등용했다.